# Paul de Bigault de Cazanove
Paul-Charles-Marie-Joseph de Bigault de Cazanove, né à Sallespisse le 30 décembre 1921 et mort à Saint-Chéron le 2 mai 1988, est un vice-amiral d'escadre français.

## Biographie
Élève à l'École navale, à la suite de l'invasion allemande de juin 1940, il quitte la France en juillet 1940 pour Plymouth et s'engage dans les Forces navales françaises libres où il embarque sur  le vieux cuirassé Courbet.
Élève aspirant, il embarque sur le contre-torpilleurs Léopard qui escorte les convois alliés en Atlantique nord.
En 1941, il est élève au Royal Naval College de Dartmourth et en sort aspirant de marine en août 1941.
Enseigne de vaisseau de 2e classe, il est officier en second d'un chasseur de sous-marins puis il commande la vedette ML 269 Beniguet, et la vedette MTB 227 jusqu'à la fin du conflit.
Enseigne de vaisseau de première classe en 1943. Après le débarquement du 6 juin 1944, il participe au blocus de Brest et attaque les bateaux allemands réfugiés dans le port de La Rochelle. En 1945 il participe à la campagne d'Indochine.
Lieutenant de vaisseau en 1948.
Capitaine de Corvette le 1er juillet 1957 puis capitaine de frégate le 1er juin 1962, il commande l'aviso escorteur Victor Schoelcher, pour la première campagne d'application des enseignes de vaisseau, à bord du nouveau navire école de la Marine nationale, le porte-hélicoptère Jeanne d'Arc, en 1964/1965. Le "Totor" comme le nomment  familièrement les marins, est la conserve de la "Jeanne".
Capitaine de vaisseau en 1967, il est nommé auditeur au Centre des hautes études militaires la même année et chef du cabinet militaire du Premier ministre de 1968 à 1969.
En 1969, il est le commandant de l'École navale, de l'École militaire de la flotte et des goélettes Étoile et Belle poule .
Contre-amiral en 1972, Il est nommé adjoint au directeur de l’Enseignement Militaire Supérieur.
En janvier 1973, il est nommé conseiller suppléant à la Cour de Sûreté de l'État, chambre de jugement permanente. En août 1973, il est nommé chef du cabinet militaire du Premier ministre.
De 1976 à 1978, vice-amiral, il commande l'Escadre de la Méditerranée.
Le 1er juin 1979, il prend rang et appellation de Vice-amiral d'escadre. Il est alors nommé commandant en chef pour l'Atlantique, Préfet maritime de Brest et de la 2e Région maritime. De 1979 à 1981 il est également membre du Conseil supérieur de la Marine.
Il est membre fondateur de l'Institut International de Géopolitique.
Le vice-amiral d'escadre Paul de Bigault de Cazanove est versé dans la 2e section des officiers généraux en décembre 1981.

### Mandats électifs
De mars 1983 à sa mort, le 2 mai 1988, il est le maire de Saint-Chéron, commune dans laquelle il s'est retiré.

## Décorations
- Grand officier de la Légion d'honneur
- Grand officier de l'ordre national du Mérite (1979)[1]
- Croix de guerre 1939–1945
- Commandeur de l'ordre du Mérite maritime

### Sources
- Étienne Taillemite, Dictionnaire des marins français, Paris, éditions Tallandier, 2002, 573 p. (ISBN 2-84734-008-4)
- Émile Chaline, Pierre Santarelli, Historique des Forces navales françaises libres: travail, Volume 3, 2006